# 裴宇 (嘉靖進士)
裴宇（1510年—1580年），字子大，號内山，山西澤州人，民籍，明朝政治人物。官至南京禮部尚書。

## 生平
嘉靖十三年（1534年）甲午科山西鄉試第二十名舉人，嘉靖二十年（1541年），登辛丑科三甲進士。選庶吉士，二十二年十月授翰林院檢討。三十年六月父喪丁忧，起復原職。升修撰，三十七年十月升司经局洗马兼侍讲，四十一年二月升翰林院侍读学士掌院事，三月充廷试读卷官，十月升太常寺卿、管南京国子监祭酒事，四十二年（1563年）五月升南京礼部右侍郎，隆慶元年（1567年）五月改任南京吏部右侍郎，十月升南京工部尚书，二年三月改任南京礼部尚书，四年继母郜氏去世丁忧。万历初累荐不起，八年（1580年）五月賜祭葬。著有《内山稿》。

## 家族
曾祖裴廣；祖父裴椿，清豐縣丞 旌表孝子；父裴爵（1478年-1551年），字仁夫，舉人、豐縣、臨漳、吴橋三知縣，封故封翰林院检讨。母楊氏；繼母郜氏。兄裴宁，府學生；弟裴寀，舉人。從兄裴宣；裴寵，歲贡生；裴騫，按察司副使；裴守；從弟裴宸；裴宦；裴冠。